# Djupsjön (Skorpeds socken, Ångermanland)
Djupsjön är en sjö i Örnsköldsviks kommun i Ångermanland och ingår i Nätraåns huvudavrinningsområde. Sjön är 12,5 meter djup, har en yta på 1,48 kvadratkilometer och är belägen 139 meter över havet. Sjön avvattnas av vattendraget Sörån.

## Delavrinningsområde
Djupsjön ingår i det delavrinningsområde (702676-160941) som SMHI kallar för Utloppet av Djupsjön. Medelhöjden är 195 meter över havet och ytan är 15,61 kvadratkilometer. Räknas de 16 avrinningsområdena uppströms in blir den ackumulerade arean 125,41 kvadratkilometer. Sörån som avvattnar avrinningsområdet har biflödesordning 2, vilket innebär att vattnet flödar genom totalt 2 vattendrag innan det når havet efter 49 kilometer. Avrinningsområdet består mestadels av skog (63 procent). Avrinningsområdet har 1,44 kvadratkilometer vattenytor vilket ger det en sjöprocent på 9,2 procent.